# 1900
Въпреки че е кратна на 4, според григорианския календар тази година не е високосна.

## Събития
- Зигмунд Фройд – публикувана „Интерпретация на сънищата“.
- Иван Вазов – публикувана пиесата „Вестникар ли?“.
- Грегор Мендел – 19 век е смятан за рождена дата на генетиката.
- 14 януари – Премиера в Рим на операта Тоска от Джакомо Пучини.
- 9 февруари – Учредена е Купата по тенис от Дуайт Дейвис.
- 27 февруари – Създадена е Лейбъристката партия във Великобритания.
- 27 февруари – Създаден е футболен клуб Байерн Мюнхен.
- 18 март – Създаден е футболен клуб Аякс Амстердам.
- 14 април – Открито е Световното изложение в Париж.
- 30 април – Хавайските острови са обявени за американска територия.
- 19 май – Островите Тонга са анексирани от Великобритания.
- 31 май – Избухва Боксерското въстание в Китай.
- 27 юни – Открита е централната линия на лондонското метро (Central London Railway).
- 19 юли – Открито е Парижкото метрото.
- 10 декември (27 ноември стар стил) – Съставено е двадесетото правителство на България, начело с Тодор Иванчов.

## Родени
- Ипократ Развигоров, български революционер († 1927 г.)
- Константин Петров Константинов, инженер († 1995 г.)
- Митьо Ганев, деец на БКП († 1925 г.)
- Павел Метеоров, български скулптор († 1977 г.)
- Иван Булгаков, български футболист († 1969 г.)
- 12 януари – Тодор Ангелов, български терорист († 1943 г.)
- 19 януари – Лесли Уайт, американски антрополог († 1975 г.)
- 28 януари – Херман Кестен, немски писател († 1996 г.)
- 1 февруари – Пенчо Георгиев, български художник († 1940 г.)
- 4 февруари – Жак Превер, френски поет и сценарист († 1977 г.)
- 11 февруари – Ханс-Георг Гадамер, немски философ († 2002 г.)
- 12 февруари – Василий Чуйков, главнокомандващ 62-ра армия, два пъти герой на СССР († 1982 г.)
- 21 февруари – Георгий Одинцов, съветски офицер († 1972 г.)
- 22 февруари – Луис Бунюел, испански режисьор († 1983 г.)
- 25 февруари – Стефан Грудев, български писател и драматург († 1971 г.)
- 10 март – Питър Де Розе, американски композитор († 1953 г.)
- 13 март – Георгиос Сеферис, гръцки поет († 1971 г.)
- 19 март – Фредерик Жолио-Кюри, френски физик († 1958 г.)
- 23 март – Ерих Фром, немски психолог и философ († 1980 г.)
- 25 март – Веселин Бешевлиев, български историк и филолог († 1992 г.)
- 3 април – Михаил Люцканов, български певец († 1989 г.)
- 5 април – Спенсър Трейси, американски актьор († 1967 г.)
- 11 април – Шандор Марай, унгарски писател († 1989 г.)
- 12 април – Димитър Каданов, български учен и изобретател († 1982 г.)
- 26 април – Чарлз Франсис Рихтер, американски сеизмолог († 1985 г.)
- 11 май – Александър Шеманский, руски оперен певец († 1976 г.)
- 22 май – Клайд Толсън, американски помощник директор на ФБР († 1975 г.)
- 23 май – Ханс Франк, немски политик († 1946 г.)
- 26 май – Яким Якимов, български инженер и учен († 1965 г.)
- 2 юни – Асен Василиев, български изкуствовед и художник († 1981 г.)
- 4 юни – Алфредо Ле Пера, аржентински поет († 1935 г.)
- 5 юни – Денис Габор, унгаро-английски физик и нобелов лауреат по физика († 1971 г.)
- 13 юни – Мария Грубешлиева, българска поетеса († 1970 г.)
- 25 юни – Луис Маунтбатън, британски аристократ († 1979 г.)
- 29 юни – Антоан дьо Сент-Екзюпери, френски писател († 1944 г.)
- 16 юли – Филип Голиков, съветски маршал († 1980 г.)
- 24 юли – Иван Фунев, български скулптор († 1983 г.)
- 29 юли – Ейвинд Юнсон, шведски писател († 1976 г.)
- 30 юли – Тошо Гоцев, български лекар физиолог и учен († 1980 г.)
- 4 август – Елизабет Боуз-Лайън, кралица на Великобритания († 2002 г.)
- 25 август – Ханс Кребс, германски биохимик († 1981 г.)
- 3 септември – Ристо Кърле, македонски драматург († 1975 г.)
- 6 септември – Вълко Червенков, български политик († 1980 г.)
- 11 септември – Семьон Лавочкин, авиоконструктор († 1960 г.)
- 17 септември – Михаил Катуков, съветски офицер († 1976 г.)
- 5 октомври – Стефан Мокрев, български писател, дипломат († 1982 г.)
- 6 октомври – Рубен Аврамов, български политик († 1988 г.)
- 7 октомври – Хайнрих Химлер, един от главните политически и военни дейци на Третия Райх райхсфюрер от СС († 1945 г.)
- 7 октомври – Хърбърт Бътърфийлд, британски историк († 1979 г.)
- 14 октомври – Уилям Едуардс Деминг, американски статистик († 1993 г.)
- 17 октомври – Джийн Артър, американска актриса († 1991 г.)
- 3 ноември – Адолф Даслер, немски предприемач († 1978 г.)
- 8 ноември – Маргарет Мичел, американска писателка († 1949 г.)
- 15 ноември – Христо Динев, български артист († 1977 г.)
- 16 ноември – Евгений Босилков, първият българин, обявен за мъченик на католическата вяра († 1952 г.)
- 24 ноември – Курт Рихтер, немски шахматист († 1969 г.)
- 26 ноември – Александър Вазов, български режисьор († 1972 г.)
- 3 декември – Рихард Кун, австрийско-германски биохимик, нобелов лауреат по химия през 1938 г. († 1967 г.)
- 9 декември – Джоузеф Нийдам, британски историк († 1995 г.)
- 13 декември – Янко Янев, български поет, есеист и философ († 1945 г.)

## Починали
- Константин Станишев, български просветен деец (р. 1840 г.)
- 7 февруари – кап. Петко войвода, български революционер, хайдутин и войвода (р. 1844 г.)
- 6 март – Готлиб Даймлер, немски инженер (р. 1834 г.)
- 14 април – Осман паша, османски офицер (р. 1832 г.)
- 5 май – Иван Айвазовски, арменски художник (р. 1817 г.)
- 5 юни – Стивън Крейн, американски писател (р. 1871 г.)
- 22 юли – Стефан Михайляну, румънски публицист (р. 1859 г.)
- 30 юли – Алфред Ърнест Алберт, британски благородник (р. 1844 г.)
- 31 юли – Владимир Соловьов, руски философ (р. 1853 г.)
- 8 август – Емил Шкода, чешки предприемач (р. 1839 г.)
- 12 август – Вилхелм Щайниц, австро-американски шахматист и първи световен шампион по шах (1866 – 1894) (р. 1836 г.)
- 16 август – Еса де Кейрош, португалски писател (р. 1845 г.)
- 23 август – Кийотака Курода, министър-председател на Япония (р. 1840 г.)
- 25 август – Фридрих Ницше, немски философ (р. 1844 г.)
- 9 октомври – Найден Геров, български писател, езиковед, фолклорист и общественик (р. 1823 г.)
- 20 октомври – Чарлз Дъдли Уорнър, американски писател (р. 1829 г.)
- 30 ноември – Оскар Уайлд, ирландски писател, драматург и поет (р. 1854 г.)